# Milutin Ivković
Milutin Ivković (ur. 3 marca 1906 w Belgradzie, zm. 23 maja 1943 tamże) – jugosłowiański piłkarz i trener, reprezentant kraju.

## Kariera klubowa
Ivković swoją przygodę z futbolem rozpoczął w 1922 w barwach zespołu ze stolicy Jugosławii SK Jugoslavija. Dwukrotnie zdobył mistrzostwo Jugosławii w sezonach 1923/24 i 1924/25. Jako piłkarz Jugoslaviji w 1925 zadebiutował w reprezentacji Jugosławii. Przez 7 lat gry dla SK zagrał w 235 spotkaniach, będąc ważną częścią zespołu. 
W 1929 zasilił szeregi drużyny BASK Belgrad. Jako piłkarz tego zespołu pojechał na Mistrzostwa Świata 1930 we Urugwaju. Przez 6 lat gry w BASK-u wystąpił łącznie w 100 spotkaniach. W 1935 został piłkarzem ekipy Župa Aleksandrovac, w której to rok później zakończył karierę piłkarską.

## Kariera reprezentacyjna
Karierę reprezentacyjną rozpoczął 28 października 1925 w meczu przeciwko Czechosłowacji, który jego zespół przegrał aż 0:7. Uczestnik Igrzysk Olimpijskich 1928 w Amsterdamie, gdzie Jugosławia poległa w pierwszej rundzie z Portugalią 1:2. 
W 1930 został powołany przez trenera Boško Simonovicia na Mistrzostwa Świata w Urugwaju. Jego reprezentacja zajęła na turnieju 4. miejsce, a on sam zagrał w trzech spotkaniach z Brazylią, Boliwią i późniejszym mistrzem świata Urugwajem. W każdym z tych spotkań wyprowadzał drużynę na boisko w roli kapitana. Został także wybrany do jedenastki gwiazd turnieju, jako jedyny przedstawiciel zespołu Jugosławii. 
Po raz ostatni w reprezentacji zagrał 16 grudnia 1934 w przegranym 2:3 spotkaniu z Francją. W sumie w latach 1925–1934 wystąpił w 39 spotkaniach kadry Jugosławii, z czego w 15 z nich pełnił funkcję kapitana.
| Mecze i gole w reprezentacji | Mecze i gole w reprezentacji | Mecze i gole w reprezentacji | Mecze i gole w reprezentacji | Mecze i gole w reprezentacji | Mecze i gole w reprezentacji | Mecze i gole w reprezentacji |
| #                            | Data                         | Miasto                       | Przeciwnik                   | Gol                          | Wynik                        | Rozgrywki                    |
| ---------------------------- | ---------------------------- | ---------------------------- | ---------------------------- | ---------------------------- | ---------------------------- | ---------------------------- |
| 1.                           | 28.10.1925                   | Praga                        | Czechosłowacja               |                              | 0:7                          | towarzyski                   |
| 2.                           | 04.11.1925                   | Padwa                        | Włochy                       |                              | 1:2                          | towarzyski                   |
| 3.                           | 30.05.1926                   | Zagrzeb                      | Bułgaria                     |                              | 3:1                          | towarzyski                   |
| 4.                           | 13.06.1926                   | Colombes                     | Francja                      |                              | 1:4                          | towarzyski                   |
| 5.                           | 28.06.1926                   | Zagrzeb                      | Czechosłowacja               |                              | 2:6                          | towarzyski                   |
| 6.                           | 03.10.1926                   | Zagrzeb                      | Rumunia                      |                              | 2:3                          | Puchar Króla Aleksandra I    |
| 7.                           | 10.05.1927                   | Bukareszt                    | Rumunia                      |                              | 3:0                          | Puchar Króla Aleksandra I    |
| 8.                           | 15.05.1927                   | Sofia                        | Bułgaria                     |                              | 2:0                          | towarzyski                   |
| 9.                           | 31.07.1927                   | Belgrad                      | Czechosłowacja               |                              | 1:1                          | towarzyski                   |
| 10.                          | 28.10.1927                   | Praga                        | Czechosłowacja               |                              | 3:5                          | towarzyski                   |
| 11.                          | 08.04.1928                   | Zagrzeb                      | Turcja                       |                              | 2:1                          | towarzyski                   |
| 12.                          | 06.05.1928                   | Belgrad                      | Rumunia                      |                              | 3:1                          | Puchar Króla Aleksandra I    |
| 13.                          | 29.05.1928                   | Amsterdam                    | Portugalia                   |                              | 1:2                          | IO 1928                      |
| 14.                          | 28.10.1928                   | Praga                        | Czechosłowacja               |                              | 1:7                          | towarzyski                   |
| 15.                          | 10.05.1929                   | Bukareszt                    | Rumunia                      |                              | 3:2                          | Puchar Króla Aleksandra I    |
| 16.                          | 19.05.1929                   | Colombes                     | Francja                      |                              | 3:1                          | towarzyski                   |
| 17.                          | 28.06.1929                   | Zagrzeb                      | Czechosłowacja               |                              | 3:3                          | towarzyski                   |
| 18.                          | 06.10.1929                   | Bukareszt                    | Rumunia                      |                              | 1:2                          | Balkan Cup                   |
| 19.                          | 28.10.1929                   | Praga                        | Czechosłowacja               |                              | 3:4                          | towarzyski                   |
| 20.                          | 26.01.1930                   | Ateny                        | Grecja                       |                              | 1:2                          | Balkan Cup                   |
| 21.                          | 13.04.1930                   | Belgrad                      | Bułgaria                     |                              | 6:1                          | towarzyski                   |
| 22.                          | 04.05.1930                   | Belgrad                      | Rumunia                      |                              | 2:1                          | Puchar Króla Aleksandra I    |
| 23.                          | 14.07.1930                   | Montevideo                   | Brazylia                     |                              | 2:1                          | MŚ 1930                      |
| 24.                          | 17.07.1930                   | Montevideo                   | Boliwia                      |                              | 4:0                          | MŚ 1930                      |
| 25.                          | 27.07.1930                   | Montevideo                   | Urugwaj                      |                              | 1:6                          | MŚ 1930                      |
| 26.                          | 16.11.1930                   | Sofia                        | Bułgaria                     |                              | 3:0                          | Balkan Cup                   |
| 27.                          | 15.03.1931                   | Belgrad                      | Grecja                       |                              | 4:1                          | Balkan Cup                   |
| 28.                          | 21.05.1931                   | Belgrad                      | Węgry                        |                              | 3:2                          | towarzyski                   |
| 29.                          | 28.06.1931                   | Zagrzeb                      | Rumunia                      |                              | 2:4                          | Balkan Cup                   |
| 30.                          | 02.08.1931                   | Belgrad                      | Czechosłowacja               |                              | 2:1                          | towarzyski                   |
| 31.                          | 02.10.1931                   | Sofia                        | Turcja                       |                              | 0:2                          | Balkan Cup                   |
| 32.                          | 04.10.1931                   | Sofia                        | Bułgaria                     |                              | 2:3                          | Balkan Cup                   |
| 33.                          | 25.10.1931                   | Poznań                       | Polska                       |                              | 3:6                          | towarzyski                   |
| 34.                          | 26.06.1932                   | Belgrad                      | Grecja                       |                              | 7:1                          | Balkan Cup                   |
| 35.                          | 03.07.1932                   | Belgrad                      | Rumunia                      |                              | 3:1                          | Balkan Cup                   |
| 36.                          | 30.04.1933                   | Belgrad                      | Hiszpania                    |                              | 1:1                          | towarzyski                   |
| 37.                          | 24.09.1933                   | Belgrad                      | Szwajcaria                   |                              | 2:2                          | El. MŚ 1934                  |
| 38.                          | 02.09.1934                   | Praga                        | Czechosłowacja               |                              | 1:3                          | towarzyski                   |
| 39.                          | 16.12.1934                   | Paryż                        | Francja                      |                              | 2:3                          | towarzyski                   |

## Po zakończeniu kariery
W latach 1936–1937 oraz 1938–1939 pracował jako trener zespołu BASK Belgrad, nie odnosząc większych sukcesów szkoleniowych. Po wybuchu II wojny światowej wstąpił do tworzącego się ruchu oporu (NOVJ). 22 maja 1943 o godzinie 23:45 został aresztowany przez niemieckich okupantów, a następnego dnia zamordowany za rzekomą działalność komunistyczną. Jego ciała nigdy nie odnaleziono.

## Sukcesy
SK Jugoslavija
- Mistrzostwo Jugosławii (2) : 1923/24, 1924/25